# Dacula (Géorgie)
Dacula est une ville américaine située dans le comté de Gwinnett, en Géorgie. Selon le recensement de 2020, sa population est de 6 882 habitants.

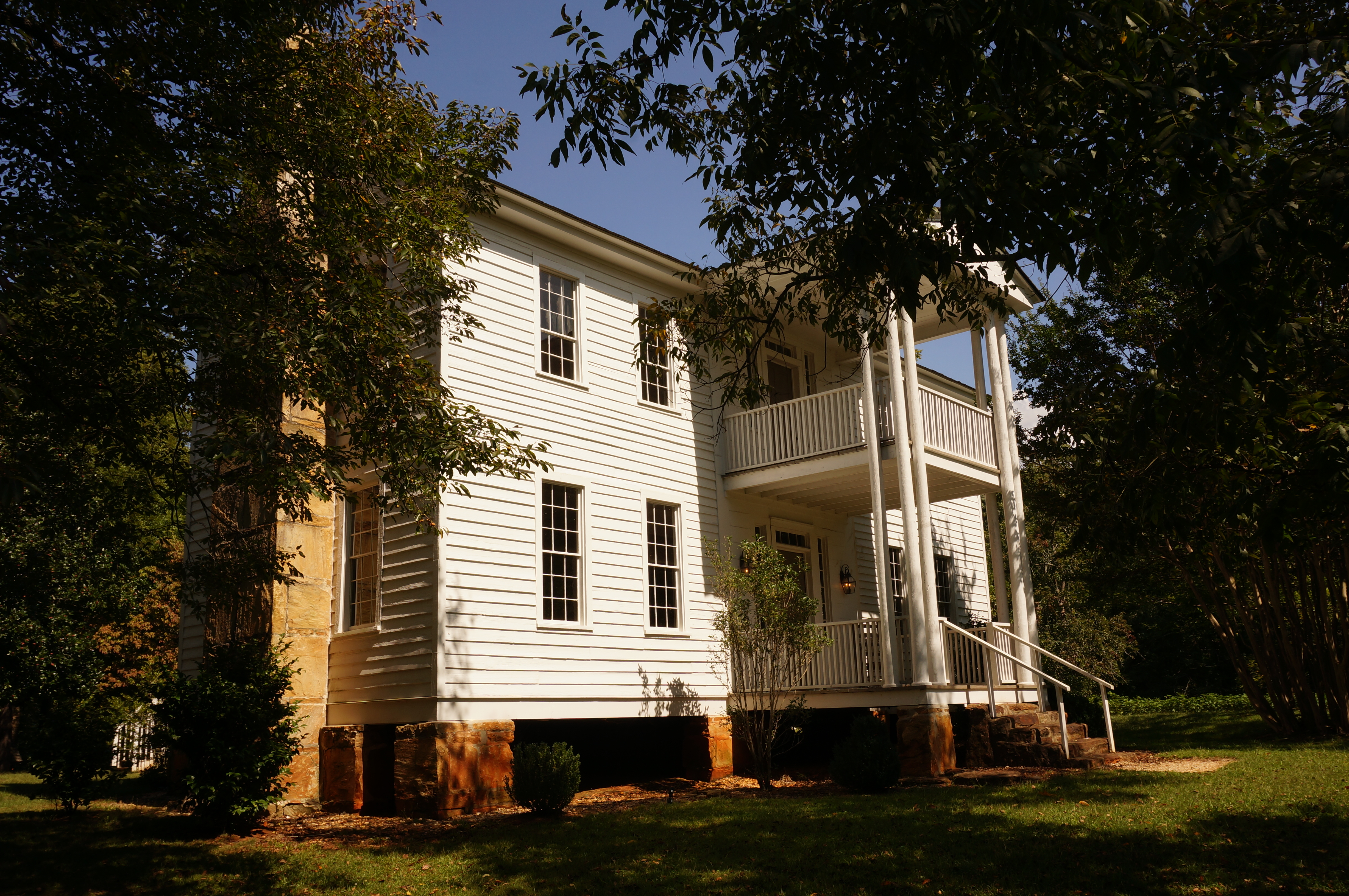
Maison Elisha Winn